# Molophilus (Molophilus) pictor
Molophilus (Molophilus) pictor is een tweevleugelige uit de familie steltmuggen (Limoniidae). De soort komt voor in het Australaziatisch gebied.